# 2000年夏季残疾人奥林匹克运动会挪威代表团
2000年夏季残疾人奥林匹克运动会挪威代表团是挪威派出的2000年夏季残疾人奥林匹克运动会代表团。获得2枚金牌、6枚银牌和7枚铜牌。